# 柴壁之戰
柴壁之戰是一場中國十六國時代戰役，戰事發生於402年，源於後秦主動進攻北魏，北魏軍隊進行反擊並圍困後秦軍於柴壁。戰事最終以北魏獲勝，盡俘柴壁秦軍告終。

## 背景
後秦皇帝姚興在394年即位後不久即消滅前秦殘餘勢力，又在399年攻下東晉所領的洛陽，次年又擊敗乞伏乾歸，更逼令其歸降後秦。401年，後秦圍攻後涼，涼王呂隆被逼請降，而其時西涼李暠、南凉禿髮利鹿孤及北涼沮渠蒙遜都向後秦朝貢，後秦國力大盛，威服關中及秦隴。北魏於395年在參合陂之戰中大敗後燕，次年後燕帝慕容垂去世後更加主動侵燕，直至398年已全佔後燕河北土地，後燕只得退守遼東，北魏遂入主中原。兩國於是在北方鼎立。
北魏曾經派北部大人賀狄干帶著一千匹馬向後秦請婚，不過姚興以魏帝拓跋珪已經立了慕容皇后為由拒絕，並留下賀狄干。北魏材官將軍和突就於402年攻黜弗、素古延兩個臣屬於後秦的部落，加深了兩方之間的嫌隙。
另後秦高平公沒弈干於392年收留與北魏敵對的鐵弗部首領劉衞辰子劉勃勃。402年，北魏常山王拓跋遵進攻沒弈干所在的高平，沒弈干被逼帶著劉勃勃出奔秦州，而在高平留下的牲口、積縠及人口都遭北魏劫奪。另魏平陽太守貮塵又於此時進攻河東，震動秦都長安，關中諸城連白晝也要緊閉城門。姚興知道後使挑選精銳，訓練士兵，並在城西閱兵，不顧群臣反對，銳意進攻北魏；而拓跋珪見兩國關係緊張，亦大舉閱兵，命令并州諸郡將穀物都統一放在乾壁城中以準備防禦後秦。

## 經過
402年五月，姚興正式攻魏，派遣姚平及狄伯支率步騎兵共四萬進攻，自率大軍在後。姚平進攻乾壁共六十多日，至七月攻下。同月，拓跋珪亦出兵反擊，派拓跋順及長孫肥率六萬兵作前鋒，自率大軍跟隨。八月，拓跋珪到達永安，姚平派驍將率二百精銳騎兵視察魏軍，反盡為長孫肥所擒。姚平於是撤走，卻為魏軍所追，到柴壁時被追上，只好守城自保，魏軍則圍困城池。
姚興知姚平被困柴壁後就自率四萬七千兵救援，並打算經汾水渡口天渡運糧支援姚平。拓跋珪命人增築重圍，而魏將安同則說：「汾水東面有一處叫蒙坑，共長三百多里，沿途沒有小路進入。姚興到來肯定會由汾水西岸直接至柴壁，這樣敵人內外聲勢相應，再堅固的圍城工事也擋不住；不如製作浮橋西渡汾水，並在西岸築圍拒守，敵人來後就無計可施了。」拓跋珪接受了這個策略。姚興到蒲阪後，因為忌憚魏軍強大，於是拖了很久才進軍。姚興如安同所預計，被逼循蒙坑進軍，拓跋珪於是率三萬步騎在蒙坑以南進攻秦軍，殺千多人，姚興退兵四十多里，姚平亦不乘姚興接近而突圍。隨後魏軍分據險要位置，嚴防秦軍接近柴壁。屯於汾西的姚興試圖用一束束柏木破壞魏軍的浮橋，但都被魏兵鈎取了，沒有成效。
至十月，姚平矢盡糧絕，率眾集中向西南方突圍，姚興亦列兵汾西，舉起烽火及擂鼓作響應。不過，姚興想要姚平盡力突圍，姚平卻希望姚興推逼圍城魏軍作接應，於是兩者都無法突破重圍。姚平最終突圍失敗，無奈之下率兵手下投水自殺，拓跋珪則派泳術好的人去捕捉他們，都將屍體撈起了。其餘狄伯支、唐小方等四十多名將領及城內二萬多名士兵都被擒。姚興始終無計可施，坐視柴壁失守，全軍都哀傷痛哭，聲震山谷。其後姚興多次遣使求和都被北魏拒絕，拓跋珪更一度乘勝進攻蒲阪，因守城的姚緒固守不戰及柔然侵魏，戰事才以北魏退軍作結。

## 影響
此戰後秦大敗，遏阻了後秦東擴的勢頭，後秦隨後亦沒有再主動與魏作戰，更於407年與北魏修好，北魏送還唐小方等一眾將領而後秦送還賀狄干。不過此番修好卻為劉勃勃所乘，殺沒弈干叛秦，其建立的夏國一直侵擾後秦嶺北及關隴領地。

## 外部連結
- 黃一農：〈星占對中國古代戰爭的影響──以北魏後秦之柴壁戰役為例〉。